# Денгоф, Зигмунд Виктор
Зигмунд Виктор Денгоф (? — 1694) — государственный деятель Речи Посполитой, подкоморий велюньский (1683), подскарбий надворный литовский (1693—1694).

## Биография
Представитель польского дворянского рода Денгофов герба «Вепрь». Сын старосты велюньского и радомсковского Станислава Денгофа (ум. 1653) и Анны Ефимии Радзивилл (1628—1663), внук воеводы дерптского и серадзского Каспера Денгофа (1588—1645).
С 1683 года известен в звании подкомория велюньского, в 1693 году получил должность подскарбия надворного литовского.
Был дважды женат. В 1680 году первым браком женился на Елене Дзялынской, дочери воеводы калишского Зигмунда Франтишека Дзялынского (ум. 1685) и Катаржины Франциски Витославской (ум. 1678). Вторично женился на Яне Терезе Бжостовской (ум. после 1723). Дети:
- Анна Денгоф, жена с 1696 года старосты парчевского Александра Даниловича (ум. после 1724).